# Aldao (San Lorenzo)
Aldao é uma comuna no departamento de San Lorenzo, na província de Santa Fe, República Argentina, localizado 343 km a noroeste de Buenos Aires, 139 km da cidade de Santa Fe, 16 km a noroeste da capital departamental San Lorenzo, e a 39km de Rosario por via pavimentada e por rodovia.

## História
Os primeiros habitantes desta região foram os indígenas "Chaná-Timbúes". No século XVIII, os jesuítas instalaram uma sala chamada "San Miguel", em 1780 é adquirida pela Ordem Franciscana, fundando um convento chamado "San Carlos", que depois se mudou para a cidade vizinha de San Lorenzo em 1796. No final do século XIX, a Sociedade de Dom Camilo Aldao e Dom José María Cullen incentiva a chegada dos primeiros imigrantes, a maioria italianos, especialmente da região de Molise. As primeiras casas são construídas em 1886, no final desse ano, a estação ferroviária está instalada. Em 1905, o imigrante italiano da cidade de Chiavari em Liguria, Don Gerónimo Lagomarsino, compra todas as terras da sociedade Aldao / Cullen e decide construir uma cidade, desenhar as ruas e reservar um espaço para instalar escola e outra para praça pública.

## População
Possui 727 habitantes (2010), o que representa um aumento de 21% comparado a 601 habitantes (2001) do censo anterior.

## Educação
Aldao tem uma escola primária chamada Escuela Provincial Nº6019 "Convento San Carlos", fundada em 3 de maio de 1907 por iniciativa de Gerónimo Lagomarsino.

## Instituições
A cidade possui várias instituições, como o "Club Social e Biblioteca Aldao", fundada em 28 de fevereiro de 1924, reconhecida na região por sua assado com couro, a Igreja "San Jerónimo", o Centro de Aposentados "Amistad" e a biblioteca pública, comunitária e popular "Bartolomé Mitre".